# Pentastiridius spinicoronata
Pentastiridius spinicoronata är en insektsart som beskrevs av Dlabola 1988. Pentastiridius spinicoronata ingår i släktet Pentastiridius och familjen kilstritar.
Artens utbredningsområde är Italien. Inga underarter finns listade i Catalogue of Life.